# カール・ベッカー (宗教学者)
カール・ベッカー（Carl B Becker、1951年4月27日 - ）は米国の宗教学者。専攻はターミナルケア、医療倫理、死生学、宗教倫理。京都大学学際融合教育研究推進センター 政策のための科学ユニット 教授。

## 来歴・人物
アメリカイリノイ州出身。1971年にプリンシピア大学卒業。1973年にハワイ大学イースト・ウエスト・センター大学院哲学研究科修士課程を修了、1981年に同大学院哲学研究科博士課程を修了し、同時に博士号を取得。南イリノイ大学哲学科助教授等を経て、京都大学教養部助教授、京都大学総合人間学部助教授・教授、同大学院人間・環境学研究科教授を歴任。2017年より京都大学政策のための科学ユニット特任教授に就任。

### 学歴・職歴
- 1971年 6月 プリンキピア大学卒業
- 1973年12月 ハワイ大学イースト・ウエスト・センター大学院哲学研究科修士課程修了
- 1981年 8月
  - ハワイ大学イースト・ウエスト・センター大学院哲学研究科博士課程修了。同大学Ph.D.取得。
  - 南イリノイ大学哲学科助教授
- 1983年 4月 大阪大学文学部外国人講師
- 1985年 4月 天理大学外国語学部外国人教師・助教授
- 1986年 2月 ハワイ大学教育学部助教授
- 1988年 5月 筑波大学人文学類哲学思想系外国人教師
- 1992年
  - 4月 京都大学教養部助教授
  - 10月 京都大学総合人間学部助教授
- 1993年 4月 京都大学大学院人間・環境学研究科担当。
- 1998年 4月 京都大学総合人間学部教授
- 2003年 4月 京都大学大学院人間・環境学研究科教授
- 2007年 4月
  - 京都大学こころの未来研究センター教授
  - 2017年 4月 京都大学政策のための科学特任教授

（以上）

## 著作

### 単著
- 『漢字早見帳』（開拓社）1980年
- Japan, My Teacher, My Love（英宝社）1983年
- Christianity: History and Thought（英宝社）1984年
- 『日本のターミナル・ケア』永田勝太郎編（誠信書房）1985年
- Communication: East and West（英宝社）1988年
- 『死の体験』（法蔵館）1992年（韓国語、中国語、スペイン語に翻訳）
- 『死ぬ瞬間のメッセージ』（読売）1992年
- 『あなたが病に倒れたら』遠藤周作編 (PHP) 1993年
- 『日本人の他界観』久野昭編（日文研）1994年
- 『いのちと日本人』（白馬社）1995年
- 『いさぎよく死ぬために』（春秋社）1996年
- American Businessman（英宝社）1996年
- 『比較文明学を学ぶ人のために』伊東編（世界思想社）1997年
- After All: Issues of Life and Death（英宝社）1997年
- 英訳Practical Ethics for Our Time, by Eiji Uehiro. Charles Tuttle 1998年
- 『生きる倫理・生きる論理』竹安編（京都大学学術出版）1999年
- Asian and Jungian Views of Ethics (Westport, CT: Greenwood Press) 1999年
- 『死が教えてくれること』（角川）2000年
- 『脳死と臓器移植』梅原編（朝日文庫）2000年
- 『生と死のケアを考える』（法蔵館）2000年
- 『生命と環境』津田編（京都大学学術出版）2000年
- Danger in Daily Life [Environmental Ethics]（英宝社）2001年
- Time for Healing (St. Paul, MN: Paragon) 2002年
- 『死を見つめ、今を大切に生きる』日野原編（春秋社）2002年
- 『宗教と教育』（京都：相国寺）2003年
- 『現代宗教〜死の現在』島薗編（東京堂出版）2004年
- 『科学とスピリチュアリティの時代』湯浅泰雄編（BNP出版）2005年
- 『次世代死生学論集』武川正吾編（東京大学人文社会系研究科）2006年
- 『アジアのスピリチュアリティ』樫尾直樹編（勉誠出版）2006年
- 『倫理的叡智を求めて』上廣哲治編（東洋館出版）2007年
- 『サステイナブルな社会を目指して』木村武史編（春風社）2008年
- 『いのち教育をひもとく～日本と世界』得丸定子編（現代図書）2008年
- 『死生学とは何か』島薗進・竹内整一編（東京大学出版会） 2008年
- 『ひびきあう生と死』日本ホスピス・在宅ケア研究会編（雲母書房）2008年
- Never Die Alone, ed. Jonathan Watts and Yoshiharu Tomatsu. Tokyo: Jodo Shu Press, 2008年
- 『美しい日本の医療～グローバルな視点からの再生』町淳二編（金原出版）2008年
- 『愛する者の死とどう向き合うか：悲嘆の癒し』（晃洋書房）2008年
- 『いのち・教育・スピリチュアリティ』（大正大学出版会）2009年
- 『スピリチュアルペインに向き合う』窪寺俊之編（聖学院大学出版会）2011年
- 『寄り添いの死生学』戸松義晴編（浄土宗出版）2011年
- JAPAN'S WISDOM: How lt Can Save the Future（英宝社）2011年
- American and English Ideals, Revised Ed.（英宝社）2012年
- ‘Spirituality,’ in Encyclopedia of Global Bioethics.  Ten Have, Ed. Dordrecht, Netherlands: Springer. 2016.

### 共著
- （野堀拓路）『「死ぬ瞬間」のメッセージ―ある少年の臨死体験―』（読売新聞社）1992年
- （坂田昌彦）『「死」が教えてくれること』（角川書店、1999年）
- （アルフォンス・デーケン・福間誠之・柏木哲夫・河野博臣）『潔く死ぬために―「臨死学」入門―』（春秋社）2005年
- "Economy and Environment: How to Get What we Want" in Adaptation and Mitigation Strategies for Climate Change, Ed. Sumi, A. Heidelberg: Springer, 2010.
- “Aging, Dying, and Bereavement in Contemporary Japan” Zivljenje, smrt in umiranje v medkulturni perspektivi. Ed. Maja Milcinski. Lubljana, Slovenia: Razprave Filozofska Faculteta, 2011.
- "Challenges of Caring for the Aging and Dying" in Buddhist Care for the Dying and Bereaved. Jonathan Watts & Yoshiharu Tomatsu, Eds. Somerville, MA: Wisdom Press, 2012年
- 『現代文明の危機と克服』木村武史編（日本地域社会研究所）2014年
- 『スピリチュアルケア』鎌田東二編（ビイング・ネット・プレス）2014年
- Taniyama, Y., Becker, C. Religious Care by Zen Buddhist Monks,” Journal of Religion & Spirituality in Social Work 33(1): 49-60, February, 2014.
- Ando, M., Simon, G., Marquez-Wong, M., Becker, C. Bereavement life review improves spiritual well-being among American caregivers. Palliative and Supportive Care 13(2):1-7, March, 2014.
- Tei, S., Becker, C. Kawada, R., Fujino, J., Jankowski, KF., Sugihara, G., Murai, T., Takahashi, H. "Can we predict burnout severity from empathy-related brain activity?" Nature: Translational Psychiatry, 1-7, April, 2014.
- Hiyoshi-Taniguchi, K., Becker, C., Kinoshita, A. “Social Workers Can Use Sense of Coherence to Predict Burnout of End-of-Life Care-Givers.” British Journal of Social Work, 44(8): 2360-2374 December, 2014.

### 編著
- 『生と死のケアを考える』（法蔵館）2000年
- 『愛する者の死とどう向き合うか―悲嘆の癒し―』（晃洋書房）2009年

### 共編著
- （弓山達也）『いのち・教育・スピチュアリティ』（大正大学出版会）2009年
- 『愛する者は死なない~東洋の知恵に学ぶ癒し』（晃洋書房）2015年
- 『愛する者をストレスから守る~瞑想の力』（晃洋書房）2015年